# 네덜란드 영화제
네덜란드 영화제(네덜란드어: Nederlands Film Festival, 영어: Netherlands Film Festival)는 위트레흐트에서 매년 9월이나 10월 중에 열리는 네덜란드의 영화제이다. 10일 간 개최되며 작년도 영화 작품들이 상영된다. 장편 영화 외에도 단편 영화와 다큐멘터리 영화도 상영된다. 축제 폐막 행사로 황금송아지상 시상식이 진행된다.
네덜란드 영화 기금에서는 박스 오피스 결과에 따라 작년도 네덜란드 영화 작품에 상을 수여한다. 상 종류는 크리스탈 필름상 (관객 수 만 명이상 다큐멘터리 영화)/ 골든 필름상 (관객 수 10만 명이상)/ 플래티넘 필름상 (관객 수 40만 명 이상)/ 다이아몬드 필름상 (관객 수 100만 명 이상), 네 종류가 있다.

## 역사
1981년, 네덜란드의 영화 제작자 조 스털링이 창립했다. 초기 영화제는 영화 제작자들을 대상으로 했으나, 점차 향유층이 일반인까지 확대되었다.